# Tiefland-Spitzhörnchen
Das Tiefland-Spitzhörnchen (Tupaia picta) kommt mit zwei Unterarten im nordwestlichen (Tupaia picta picta) und östlichen (Tupaia picta fuscior) Borneo vor.

## Merkmale

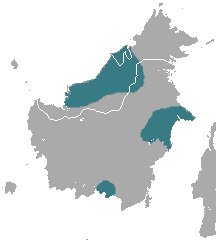
Das Verbreitungsgebiet auf Borneo

Das Tiefland-Spitzhörnchen ist eine große, langgestreckte und schlanke Spitzhörnchenart. Es erreicht eine Kopf-Rumpf-Länge von 17,4 bis 20 cm, hat einen etwa 15 cm langen Schwanz und ca. 42 mm lange Hinterfüße. Das Gewicht der Tiere wurde bisher nicht ermittelt. Der Rücken der Tiere ist graubraun gefärbt, der Bauch ist beige und der Schwanz ist auffallend rötlich. Wie beim Streifen-Spitzhörnchen (Tupaia dorsalis) liegt in der Rückenmitte ein dunkler Streifen, der aber nicht so auffällig ist wie beim Streifen-Spitzhörnchen. Die Schnauze ist nicht besonders lang und die Krallen sind nicht so lang wie die des Tana (T. tana).

## Lebensweise
Das Tiefland-Spitzhörnchen kommt in dichten, vom Menschen ungestörten Wäldern und in Akazien-Plantagen bis in Höhen von 1000 Metern vor. In höheren Regionen ist es allerdings seltener. Die Tiere sind tagaktiv und vorwiegend terrestrisch (bodenbewohnend). Auch ihre Nester bauen sie auf dem Erdboden. Das von einem Exemplar genutzte Territorium ist für gewöhnlich größer als 9 ha, wobei die Territorien der Männchen größer sind als die der Weibchen. Über ihre Ernährung und die Fortpflanzung gibt es bisher keine Erkenntnisse.

## Gefährdung
Der Bestand des Tiefland-Spitzhörnchens wird von der IUCN als ungefährdet eingeschätzt.